# Arrenurus hiatocaudatus
Arrenurus hiatocaudatus är en kvalsterart som beskrevs av Cook 1955. Arrenurus hiatocaudatus ingår i släktet Arrenurus och familjen Arrenuridae. Inga underarter finns listade i Catalogue of Life.